# Chrysopilus incidens
Chrysopilus incidens är en tvåvingeart som beskrevs av Charles Howard Curran 1927. Chrysopilus incidens ingår i släktet Chrysopilus och familjen snäppflugor. Inga underarter finns listade i Catalogue of Life.